# Cor de Jonge
Cor de Jonge (Vlissingen, 1958) is een Nederlandse cartoonist, illustrator en muzikant. Hij is vooral bekend om zijn wekelijkse politieke cartoons in de Provinciale Zeeuwse Courant (PZC), die hij al meer dan 35 jaar maakt. Zijn werk is kenmerkend voor zijn humoristische kijk op de Zeeuwse samenleving.

## Carrière
De Jonge begon zijn carrière als tekenleraar en werkte op verschillende scholen, waaronder basisscholen, lts'en en scholen voor speciaal onderwijs. Naast zijn werk als leraar bleef hij actief tekenen, een passie die al op jonge leeftijd werd aangewakkerd.

### Cartoons
Tijdens zijn tijd op de mavo maakte De Jonge karikaturen van leraren, die in de schoolkrant werden geplaatst. Een incident waarbij een leraar de hele oplage van de schoolkrant in beslag nam vanwege een karikatuur, markeerde zijn eerste ervaring met de impact van cartoons.
In 1982 begon De Jonge met het maken van strips voor de kinderkrant van de PZC, De Krullenbak, waaronder de strip Kees Krul. In 1989 maakte hij de overstap naar de PZC zelf, waar hij de strip Koen & Harm begon, een satirische serie die actueel nieuws behandelde. Naast zijn werk voor de PZC heeft De Jonge ook cartoons en illustraties gemaakt voor diverse andere opdrachtgevers, zoals het muziektijdschrift SoundZ.
De Jonge's cartoons worden gekenmerkt door hun kritische, maar humoristische benadering van de Zeeuwse samenleving. Hij behandelt verschillende onderwerpen, zoals de kerncentrale in Borssele, ontpoldering en het Admiraal de Ruyterziekenhuis. Door de jaren heen heeft hij veel Zeeuwse politici en bestuurders geportretteerd. Hoewel hij in het verleden beperkingen opgelegd kreeg over bepaalde thema's, zoals religie en seksualiteit, benadrukt hij nog steeds rekening te houden met de religieuze achtergrond van zijn lezers.
Sinds 2020 maakt De Jonge zijn cartoons digitaal op een iPad. Voorheen werkte hij met traditionele materialen. Daarnaast is hij actief als ontwerper van boekomslagen. Ook na zijn pensionering in 2024 gaf hij aan door te gaan met het tekenen van cartoons voor de PZC.

### Muziek
Naast cartoonist is De Jonge ook muzikant. Hij is saxofonist en speelde semi-professioneel in verschillende bands. Hij trad met deze bands op in binnen- en buitenland. De Jonge richtte onder andere de bands Zapata, Feed Back, Earthquake Roody & The Trembling Walls, The Royal Dutch Disco Philharmonic en Boaz Black & The Soul Patrol op, of hielp bij de oprichting ervan. Met de J.P. & The Seeger Session Band deed hij theatertournees.
De Jonge was ook consulent popmuziek bij Scoop, een provinciaal orgaan voor sociale en culturele ontwikkelingen dat later opging in de ZB Bibliotheek van Zeeland. In die rol probeerde hij omstandigheden te creëren waarin jonge muzikanten hun talenten konden ontwikkelen. Zo was hij onder andere betrokken bij de organisatie van de Zeeuwse Belofte.
De Jonge was ook de initiatiefnemer en organisator van de Eddy Christiani Award, die tussen 2006 en 2012 in Vlissingen werd uitgereikt aan gitaristen van naam. Een hoogtepunt hierbij was het naar Vlissingen halen van Queen-gitarist Brian May voor de uitreiking in 2011. De prijs kreeg later een vervolg onder de naam Sena Performers European Guitar Award.

### Overige
Gedurende een periode was De Jonge ook betrokken bij de ZB Bibliotheek van Zeeland in Middelburg, waar hij meehielp bij het ontwikkelen van formats, activiteiten en projecten om de bekendheid van de bibliotheek te vergroten.

## Erkenning
In 2018 ontving De Jonge de Zeeuwse award voor vrijheid van meningsuiting voor zijn bijdragen aan de PZC. De jury prees hem om zijn kritische en humoristische blik op de Zeeuwse samenleving.
Op 16 april 2025 werd De Jonge benoemd tot Ridder in de Orde van Oranje-Nassau. Hij ontving deze onderscheiding bij zijn afscheid van de ZB Bibliotheek van Zeeland. De onderscheiding erkende zijn brede maatschappelijke bijdrage, waaronder zijn werk voor de bibliotheek, zijn verdiensten als cartoonist voor de PZC, zijn rol bij de organisatie van muziekprojecten en festivals, en als initiatiefnemer van de Eddy Christiani Award.

## Archivering
In 2023 schonk De Jonge zijn collectie van 950 cartoons, gemaakt tussen 1989 en 2020, aan het Zeeuws Archief. Deze collectie is gedigitaliseerd en online beschikbaar. Eerder had hij al in 2003 en 2004 een collectie van 750 tekeningen, voornamelijk van Koen & Harm, aan het archief geschonken. Hiermee is naar schatting tachtig procent van zijn werk gearchiveerd.